# Літні гастролі (фільм, 1979)
«Літні гастролі» («Летние гастроли») — радянський телефільм 1979 року, знятий режисером Миколою Субботіним на Творчому об'єднанні «Екран».

## Сюжет
Історія кохання солістки балету на льоду та відомого хокеїста.

## У ролях
- Володимир Вихров — Олександр Коновалов, хокеїст
- Світлана Орлова — Алла Касьянова, солістка балету на льоду
- Сергій Четверухін — Петро Павлов, соліст московського балету на льоду
- Микола Трофімов — Серафим Трохимович, адміністратор
- Олег Царьков — Михайло Коновалов, юний хокеїст, молодший брат Олександра
- Михайло Кокшенов — Пєчников, служитель льоду
- Микола Парфьонов — Жгутиков, директор
- Наталія Крачковська — Анжеліка Василівна, балетмейстер
- Олексій Кожевников — директор балету
- Георгій Тусузов — вболівальник, музикант із самодіяльного ансамблю
- Євген Моргунов — вболівальник, музикант із самодіяльного ансамблю
- Дмитро Савельєв — вболівальник, музикант із самодіяльного ансамблю
- Тетяна Катковська — солістка московського балету на льоду
- Володимир Лузін — соліст московського балету на льоду
- Зофяр Шакіров — соліст московського балету на льоду
- Марина Кульбицька — солістка московського балету на льоду
- Василь Благов — соліст московського балету на льоду
- Є. Акулова — солістка московського балету на льоду
- Дмитро Вершинін — епізод
- Віктор Сидоров — епізод
- Л. Ніфантьєва — епізод

## Знімальна група
- Режисер — Микола Субботін
- Сценаристи — Володимир Валуцький, Аркадій Локтєв
- Оператори — Віктор Карасьов, Олександр Тафель
- Композитори — Олексій Мажуков, Юрій Левітін
- Художник — Наталія Виноградська